# Glejt
Glejt (z niemieckiego Geleit) – dokument wydany przez wyższą władzę i zapewniający danej osobie bezpieczeństwo życia i mienia w czasie jej przejazdu przez dane terytorium (list żelazny).
Glejt oznacza także orszak zbrojny dostarczany przez zwierzchnią władzę dla bezpiecznego przejazdu. Takie orszaki w średniowiecznych Niemczech, za panowania „prawa pięści”, dodawali panowie terytorialni za odpowiednią opłatą kupcom wiozącym pieniądze i towary na jarmarki.
Glejt w formie orszaku zbrojnego, czyli konwoju, praktykowany jest w czasach wojennych, np. statki handlowe konwojowane są przez okręt wojenny (konwój).